# Nowy Redzeń
Nowy Redzeń – wieś w Polsce położona w województwie łódzkim, w powiecie łódzkim wschodnim, w gminie Koluszki, przy trasie drogi wojewódzkiej nr 715.
W latach 1975–1998 miejscowość administracyjnie należała do województwa piotrkowskiego. 